# Bonnée (rivière)
Pour les articles homonymes, voir Bonnée (homonymie).
La Bonnée est une rivière située en France dans le département du Loiret en région Centre-Val de Loire. Elle est un affluent en rive droite de la Loire.

## Géographie
La longueur de son cours d'eau est de 27,4 km.

### Communes et cantons traversés
Dans le seul département du Loiret, la Bonnée traverse les neuf communessuivantes, dans deux cantons, de Montereau (source), Ouzouer-sur-Loire, Les Bordes, Bonnée, Bray-en-Val, Saint-Benoît-sur-Loire, Saint-Aignan-des-Gués, Saint-Martin-d'Abbat, Germigny-des-Prés (embouchure).
Soit en termes de cantons, la Bonnée prend sa source sur le canton d'Ouzouer-sur-Loire, traverse le canton de Châteauneuf-sur-Loire et se jette dans la Loire dans le canton de Sully-sur-Loire, le tout dans l'arrondissement d'Orléans.

### Toponymie
La rivière la Bonnée a donné son hydronyme à la commune Bonnée.
La Bonnée avait auparavant d'autres noms : la Simiare et le Langon.

### Bassin versant
La Bonnée traverse trois zones hydrographiques K426, K427, K428 pour 183 km2 de superficie. Ce bassin versant est constitué à 52,64 % de « forêts et milieux semi-naturels », à 42,99 % de « territoires agricoles », à 3,91 % de « territoires artificialisés », à 0,38 % de « surfaces en eau ». 

### Organisme gestionnaire
- La Bonnée et ses affluents sont gérés par le Syndicat Intercommunal du Bassin de la Bonnée (SIBB) sur les communes de Germigny-des-Prés; Saint-Martin-d'Abbat; Saint-Aignan-des-Gués; Saint-Benoît-sur-Loire; Bray-en-Val; Les Bordes; Bonnée; Saint-Père-sur-Loire.

## Affluents
La Bonnée a six affluents contributeurs référencés (et identifiés plus deux sans noms) :
- le ruisseau le Rancon, 2,8 km,
- le ruisseau le Dureau, 4,2 km,
- le ruisseau le Saint-Laurent, 14,1 km,
- le ruisseau le Milourdin, 10,2 km,
- la rivière la Bonnée, 0 km,
- le cours d'eau de la Grange rouge, 0,9 km.